# Gran Premi de Gran Bretanya del 1975
Resultats del Gran Premi de la Gran Bretanya de Fórmula 1 de la temporada 1975, disputat al circuit de Silverstone el 19 de juliol del 1975.

## Resultats
| Pos | No | Pilot              | Equip             | Voltes | Temps/ retirada | Posició de sortida | Punts |
| --- | -- | ------------------ | ----------------- | ------ | --------------- | ------------------ | ----- |
| 1   | 1  | Emerson Fittipaldi | McLaren - Ford    | 56     | 1h 22' 05. 0    | 7                  | 9     |
| 2   | 8  | Carlos Pace        | Brabham - Ford    | 55     | Accident        | 2                  | 6     |
| 3   | 3  | Jody Scheckter     | Tyrrell - Ford    | 55     | Accident        | 6                  | 4     |
| 4   | 24 | James Hunt         | Hesketh - Ford    | 55     | Accident        | 9                  | 3     |
| 5   | 28 | Mark Donohue       | March - Ford      | 55     | Accident        | 15                 | 2     |
| 6   | 9  | Vittorio Brambilla | March - Ford      | 55     | + 1 Volta       | 5                  | 1     |
| 7   | 2  | Jochen Mass        | McLaren - Ford    | 55     | Accident        | 10                 |       |
| 8   | 12 | Niki Lauda         | Ferrari           | 54     | + 2 Voltes      | 3                  |       |
| 9   | 4  | Patrick Depailler  | Tyrrell - Ford    | 54     | Accident        | 17                 |       |
| 10  | 22 | Alan Jones         | Hill - Ford       | 54     | + 2 Voltes      | 28                 |       |
| 11  | 18 | John Watson        | Surtees - Ford    | 54     | Accident        | 18                 |       |
| 12  | 27 | Mario Andretti     | Parnelli - Ford   | 54     | + 2 Voltes      | 12                 |       |
| 13  | 11 | Clay Regazzoni     | Ferrari           | 54     | + 2 Voltes      | 4                  |       |
| 14  | 17 | Jean Pierre Jarier | Shadow - Ford     | 53     | Accident        | 11                 |       |
| 15  | 23 | Tony Brise         | Hill - Ford       | 53     | Accident        | 13                 |       |
| 16  | 15 | Brian Henton       | Lotus - Ford      | 53     | Accident        | 21                 |       |
| 17  | 32 | John Nicholson     | Lyncar - Ford     | 51     | Accident        | 26                 |       |
| 18  | 19 | Dave Morgan        | Surtees - Ford    | 50     | Accident        | 23                 |       |
| 19  | 30 | Wilson Fittipaldi  | Fittipaldi - Ford | 50     | Accident        | 24                 |       |
| Ret | 10 | Hans Joachim Stuck | March - Ford      | 45     | Accident        | 14                 |       |
| Ret | 6  | Jim Crawford       | Lotus - Ford      | 28     | Accident        | 25                 |       |
| Ret | 16 | Tom Pryce          | Shadow - Ford     | 20     | Accident        | 1                  |       |
| Ret | 29 | Lella Lombardi     | March - Ford      | 18     | Motor           | 22                 |       |
| Ret | 5  | Ronnie Peterson    | Lotus - Ford      | 7      | Motor           | 16                 |       |
| Ret | 21 | Jacques Laffite    | Williams - Ford   | 5      | Caixa canvi     | 19                 |       |
| Ret | 7  | Carlos Reutemann   | Brabham - Ford    | 4      | Motor           | 8                  |       |
| NVQ | 31 | Roelof Wunderink   | Ensign - Ford     |        |                 |                    |       |
| NVQ | 35 | Hiroshi Fushida    | Maki - Ford       |        |                 |                    |       |

## Altres
- No es van poder completar les 67 voltes previstes degut al mal temps(pluja). Es va donar per finalitzada la prova a la volta 55.

- Pole: Tom Pryce 1' 19. 36

- Volta ràpida: Clay Regazzoni 1' 20. 9 (a la volta 16)